# 齊中親王
齊中親王（885年—891年11月18日），是日本平安時代初期及中期的皇族，生父母是宇多天皇及橘義子。
仁和五年（889年）第一天5歲的他元服。同年十二月（890年1月）與維城王（敦仁親王／醍醐天皇）一同接受親王宣下。兩年後的寬平三年（891年）十月十三以7歲之齡夭折。

## 附註
1. ↑  《日本紀略》仁和5年正月初一條
2. ↑  《日本紀略》寬平元年十二月十八條
3. ↑  《西宮記》寬平3年10月13日條